# Juntura
Juntura az Amerikai Egyesült Államok északnyugati részén, Oregon állam Malheur megyéjében, a 20-as út mentén, az ontariói agglomerációban elhelyezkedő statisztikai- és önkormányzat nélküli település. A 2010. évi népszámláláskor 57 lakosa volt. Területe 5,93 km², melynek 100%-a szárazföld.
A településen irányonként naponta egyszer megáll a Bend és Ontario között közlekedő Eastern POINT InterCity-busz.

## Történet
A „juntura” spanyolul elhelyezkedést jelent; a település azért kapta ezt a nevet, mert a Malheur-folyó és amaz északi ágának találkozásánál fekszik. A névadó valószínűleg az 1880-as években ideérkező B. L. Milligan megyei tanfelügyelő volt.
A ma is működő postahivatalt 1890-ben alapították. A fejlődés a második világháború után lelassult; 1976. november 2-án úgy döntöttek, hogy feladják a városi rangot.

## Éghajlat
| Hónap                         | Jan.  | Feb.  | Már.  | Ápr. | Máj. | Jún. | Júl. | Aug. | Szep. | Okt.  | Nov.  | Dec.  | Év    |
| ----------------------------- | ----- | ----- | ----- | ---- | ---- | ---- | ---- | ---- | ----- | ----- | ----- | ----- | ----- |
| Rekord max. hőmérséklet (°C)  | 17,8  | 21,1  | 27,8  | 32,8 | 37,2 | 40,6 | 43,9 | 42,8 | 40,0  | 33,3  | 23,9  | 18,9  | 43,9  |
| Átlagos max. hőmérséklet (°C) | 3,3   | 7,8   | 13,9  | 18,9 | 23,9 | 29,4 | 34,4 | 33,9 | 27,8  | 20,6  | 10,6  | 3,9   | 19,1  |
| Átlaghőmérséklet (°C)         | −1,2  | 2,3   | 6,7   | 10,3 | 15,0 | 19,7 | 23,4 | 23,1 | 17,5  | 9,5   | 3,9   | −1,1  | 10,8  |
| Átlagos min. hőmérséklet (°C) | −5,6  | −3,3  | −0,6  | 1,7  | 6,1  | 10,0 | 13,3 | 12,2 | 7,2   | 1,7   | −2,8  | −6,1  | 2,9   |
| Rekord min. hőmérséklet (°C)  | −27,2 | −23,3 | −12,8 | −8,3 | −4,4 | 0,0  | 3,3  | 2,2  | −3,3  | −11,7 | −20,0 | −32,2 | −32,2 |
| Átl. csapadékmennyiség (mm)   | 28    | 24    | 25    | 22   | 28   | 23   | 11   | 10   | 12    | 16    | 31    | 35    | 265   |
| Forrás: The Weather Channel   |       |       |       |      |      |      |      |      |       |       |       |       |       |

## Népesség
A 2010-es népszámláláskor  57 lakója, 24 háztartása és 11 családja volt. A népsűrűség 9,6 fő/km2. A lakóegységek száma 44, sűrűségük 7,4 db/km2. A lakosok 63,2%-a fehér,  3,5%-a indián,   31,6%-a egyéb, 1,8%-a pedig kettő vagy több etnikumú. A spanyol vagy latino származásúak aránya 31,6% (17,5% mexikói,   14% egyéb spanyol vagy latino származású.)
A háztartások 25%-ában élt 18 évnél fiatalabb. 45,8% házas,   54,2% pedig nem család. 50% egyedül élt; 20,8%-uk 65 éves vagy idősebb. Egy háztartásban átlagosan 2,38 személy élt; a családok átlagmérete 3,91 fő.
A medián életkor 36,5 év volt. Lakóinak 31,6%-a 18 évesnél fiatalabb, 5,3% 18 és 24 év közötti, 21,2%-uk 25 és 44 év közötti, 21,1%-uk 45 és 64 év közötti, 19,3%-uk pedig 65 éves vagy idősebb. A lakosok 45,6%-a férfi, 54,4%-a pedig nő.

## Fordítás
Ez a szócikk részben vagy egészben  a   Juntura, Oregon című angol Wikipédia-szócikk ezen változatának fordításán alapul.  Az eredeti cikk szerkesztőit annak laptörténete sorolja fel. Ez a jelzés csupán a megfogalmazás eredetét és a szerzői jogokat jelzi, nem szolgál a cikkben szereplő információk forrásmegjelöléseként.